# Distròfia muscular congènita
Les distròfies musculars congènites són malalties neuromusculars d'herència autosòmica recessiva. Constitueixen un grup de trastorns heterogenis caracteritzats per la debilitat muscular present al naixement i amb diferents canvis en la biòpsia muscular que va des de canvis miopàtics a distròfics segons l'edat en què es produeix la biòpsia.

## Signes i símptomes
La majoria dels nadons amb DMC presentaran alguna debilitat muscular progressiva o atròfia muscular, tot i que poden existir diferents graus i símptomes de severitat de la progressió. La debilitat s'indica com hipotonia o manca de to muscular, cosa que pot fer que un nadó sembli inestable.
Els nens poden ser lents amb les seves habilitats motores; com ara donar voltes, seure o caminar o potser ni tan sols poden assolir aquestes fites de la vida. Algunes de les formes de DMC més rares poden presentar problemes importants d'aprenentatge.